# Kepler-438b
Kepler-438b (також відома назва KOI-3284.01) — надземна   екзопланета, відкрита орбітальним телескопом Кеплер в сузір'ї Ліра. Kepler-438b знаходиться на відстані 639 світлових років від Землі та  станом на 2015 р. має максимальний індекс подібності до Землі: за розмірами і температурою вона майже ідентична нашій планеті. Відкрита транзитним методом.

## Фізичні характеристики й орбіта
Kepler-438b — планета розміром із Землю, екзопланета, яка має масу та радіус, близькі до земних (радіус 1,12 R 🜨 і масу 1,46 M🜨). Її рівноважна температура становить 276 К (3 °C), близька до земної, а середня температура поверхні дорівнює 17.3 °С. Екзопланета має 70-відсоткову ймовірність бути скелястою (тобто за складом бути подібною до Венери, Землі, Марсу та Меркурія).

### Орбіта

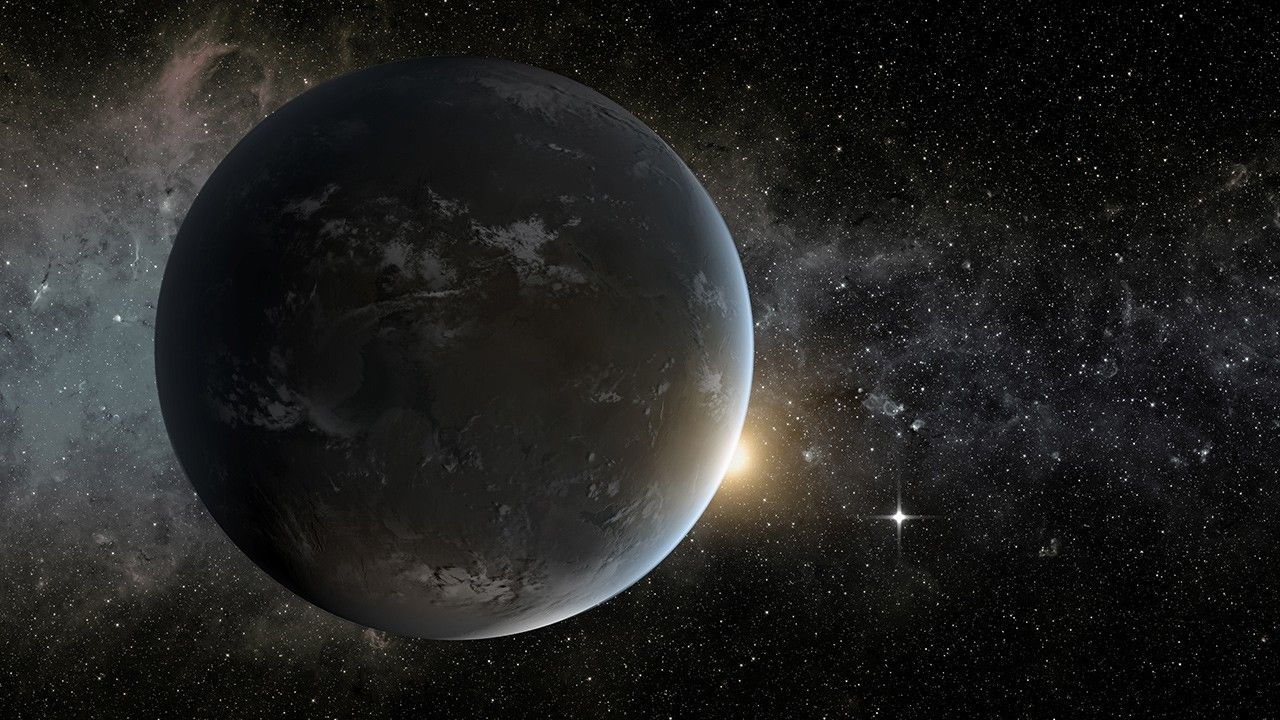
Можливий вигляд надземної екзопланети kepler-438 b

Ексцентриситет орбіти становить 0,03, радіус орбіти - 0,166 а.о.. Kepler-438b здійснює повний оберт навколо своєї материнської зірки за 35 днів і 5 годин. Через близьке розташування до зорі вважається, що планета може бути припливно заблокованою. У межах проекту Hunt for Exomoons with Kepler було проведено пошук можливих екзомісяців навколо Kepler-438b, і з'ясувалося, що їхня максимальна гіпотетична маса може становити 29% маси планети.  Також дослідники з Ворицького університету з'ясували, що потужна зоряна радіація спричиняє «вигоряння» атмосфери екзопланети Kepler-438b, адже на її зорі (червоному карлику Kepler-438 ) регулярно відбуваються мегаспалахи, які за інтенсивністю перевершують сонячні в десятки разів.

## Материнська зоря
Kepler-438 обертається навколо червоного карлика спектрального класу M, що отримав назву Кеплер-438. Ця зоря має масу 0,54 M ☉ та радіус 0,52 R ☉, тобто вони майже вдвічі менші за відповідні показники Сонця. Її поверхнева температура становить 3748 K, а вік оцінюється приблизно у 4,4 мільярда років, що лише на 200 мільйонів років менше за вік Сонця, температура поверхні якого дорівнює 5778 K.
Зоря має видиму величину 14,467, що робить її надто тьмяною для спостереження неозброєним оком.

## Придатність до життя
Було встановлено, що Kepler-438b знаходиться в населеній зоні своєї зорі, де на поверхні планети потенційно може існувати рідка вода. Проте кожні 100 днів планета зазнає сильної радіаційної активності від своєї материнської зорі, набагато потужніших спалахів, ніж ті, що випромінює Сонце, які теоретично могли б знищити життя на Землі.
За словами дослідників з Університету Ворика, через значну кількість радіації Kepler-438b вважається непридатною для життя. Придатність планети для життя залежить не лише від її розташування в населеній зоні, а й від геофізичних, геодинамічних факторів, а також від впливу випромінювання і плазмового середовища зорі-господаря, що можуть змінювати еволюцію планет та можливого життя. Kepler-438b, ймовірно, нагадує більшу та холоднішу версію Венери.

## Дослідження
У 2009 році космічний корабель НАСА «Кеплер» завершив спостереження за зорями за допомогою свого фотометра, коли планета перетинає свою зорю-господарку і тимчасово затемнює її на регулярний проміжок часу. У цьому фінальному тесті «Кеплер» спостерігав за 50 000 зорямиіз каталогу Kepler, включаючи Kepler-62. Попередні криві блиску були передані науковій команді для аналізу, яка відібрала найбільш очевидні планети-кандидати для детальних спостережень в обсерваторіях. Потенційні екзопланети-кандидати спостерігалися з 13 травня 2009 року до 17 березня 2012 року. Спостереження за транзитами Kepler-438b, які відбувалися кожні 35 днів (період орбіти), дозволили підтвердити, що транзити спричинені планетарним тілом. Про відкриття, разом із системами зірок Kepler-442, Kepler-440 та Kepler-443, було оголошено 6 січня 2015 року.
Kepler-438b знаходиться на відстані майже 639 світлових років від Землі, що робить її занадто далекою для точного визначення її маси чи атмосфери навіть за допомогою наступного покоління телескопів. Орбітальний телескоп «Кеплер» фокусувався на обмеженій частині неба, тоді як телескопи наступного покоління, такі як TESS і CHEOPS, будуть більш гнучкими у своїх спостереженнях. Екзопланетні системи, що знаходяться ближче до Землі, ніж Kepler-438b, можна буде досліджувати за допомогою космічного телескопа Джеймса Вебба та наземних обсерваторій, таких як майбутня система Square Kilometer Array.
| Підтверджені малі екзопланети у зоні, придатній для життя (Kepler-62e, Kepler-62f, Kepler-186f, Kepler-296e, Kepler-296f, Kepler-438b, Kepler-440b, Kepler-442b) (Телескоп Кеплер; 6 січня 2015). |